# Thomas Howard, 1. hrabě ze Suffolku
Thomas Howard, 1. hrabě ze Suffolku (Thomas Howard, 1st Earl of Suffolk, 1st Baron Howard de Walden) (24. srpna 1561, Londýn, Anglie – 28. května 1626, Londýn, Anglie) byl anglický admirál, dvořan a státník z významného šlechtického rodu Howardů. V mládí se uplatnil jako námořní vojevůdce ve válkách proti Španělsku, po nastolení Stuartovců zastával vysoké posty u dvora a nakonec byl prvním ministrem (1614–1618). V roce 1603 získal titul hraběte ze Suffolku a byl také rytířem Podvazkového řádu.

## Kariéra v námořnictvu a u dvora
Narodil se jako druhorozený syn popraveného 4. vévody z Norfolku. Studoval v Cambridge, poté sloužil v armádě a vynikl jako kapitán v roce 1588 ve válce proti Španělsku, jako viceadmirál v roce 1596 vedl obléhání Cádizu, téhož roku byl pasován na rytíře. V roce 1597 byl povýšen na barona a vstoupil do Sněmovny lordů, zároveň získal Podvazkový řád. V letech 1598–1626 byl lordem-místodržitelem v hrabství Cambridge.
V rámci posílení pozic celého klanu Howardů stoupal jeho vliv po nástupu Jakuba I. V roce 1603 byl povýšen na hraběte ze Suffolku a stal se členem Tajné rady, v letech 1603–1614 nejvyšším komořím. Získal také místodržitelské úřady v hrabstvích Suffolk (1605–1626) a Dorset (1613–1626). V letech 1613–1614 byl jedním z lordů pokladu a v letech 1614–1618 ve funkci prvního lorda pokladu (Lord High Treasurer) de facto prvním ministrem, od roku 1614 do smrti byl též kancléřem univerzity v Cambridge. V letech 1615–1616 zastával též vlivný post kapitána královské gardy, později byl také nejvyšším sudím v hrabstvích Essex (1621–1626) a Suffolk (1621–1624). Po smrti nejvýznamnější osobnosti rodu hraběte z Northamptonu bylo ohroženo i jeho postavení, zpochybňované navíc obrovskou korupcí. Byl postaven i před soud, ale nakonec získal královskou milost. V roce 1618 byl sice odvolán z funkce prvního lorda pokladu, ale do smrti si uchoval řadu čestných a vlivných úřadů.

## Manželství a potomstvo

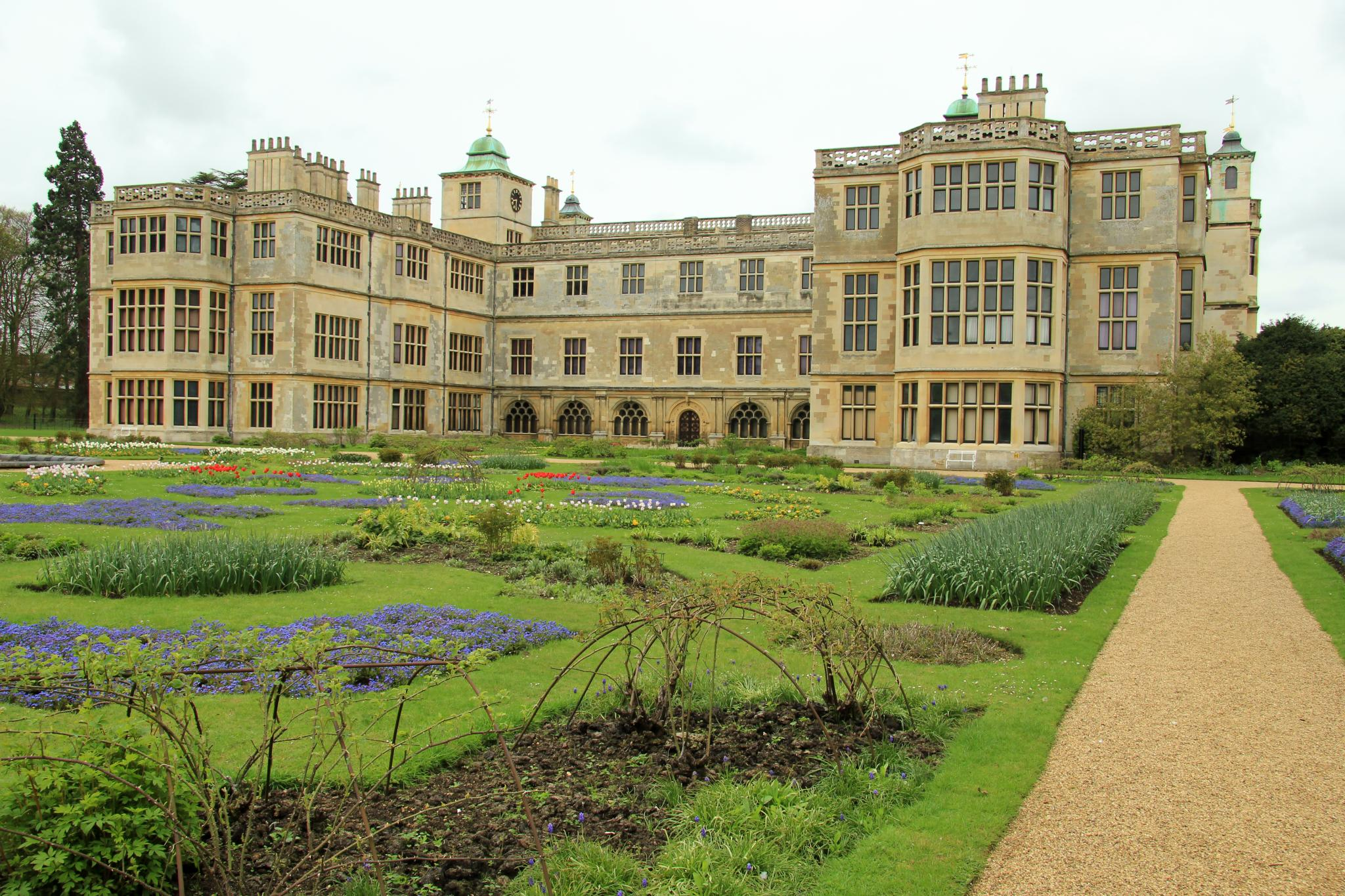
Zámek Audley End House (Essex), hlavní sídlo hrabat ze Suffolku

Na přání svého otce se již jako nezletilý oženil s Mary Dacre (1563–1578), dcerou 4. barona Dacre, která však zemřela krátce po svatbě. V roce 1583 se podruhé oženil s Katherine Knyvett (1564–1633), která byla iniciátorkou Thomasova zneužívání státních financí a přestavby rodového sídla Audley End House. Z druhého manželství se narodilo deset dětí.
- Theophilus Howard, 2. hrabě ze Suffolku (1584–1640), dvořan a politik

- Elizabeth (1586–1661), manžel 1605 William Knollys, 1. hrabě z Banbury (1544–1632), dvořan

- Thomas Howard, 1. hrabě z Berkshire (1590–1669), dvořan a politik, 1626 povýšen na hraběte z Berkshire

- Frances Howard (1590–1632), 1. manžel 1604 Robert Devereux, 3. hrabě z Essexu (rozvod 1613) (1591–1646), nejvyšší komoří, vojevůdce, 2. manžel 1613 Robert Carr, 1. hrabě ze Somersetu (1587–1645), nejvyšší komoří, vojevůdce

- Catherine Howard (1591–1673), manžel 1608 William Cecil, 2. hrabě ze Salisbury (1591–1668), vojevůdce, dvořan, člen státní rady

- Edward Howard, 1. baron Howard z Escricku (1597–1675), politik, 1626 povýšen na barona z Escricku